# Margaret Munn-Rankin
Joan Margaret Munn-Rankin (* 29. Juli 1913 in Bournemouth; † 28. Juli 1981 in Cambridge) war eine britische Vorderasiatische Archäologin und Altorientalistin.

## Leben und Leistungen
Margaret Munn-Rankin wurde als einziges Kind von William, einem Lehrer, der in seiner Laufbahn mehrere technische Colleges geleitet hatte, und Sophie Munn-Rankin geboren. Sie bezog zunächst die Bournemouth High School for Girls, anschließend das St Hugh’s College der Oxford University, wo sie Philosophie, Politik und Wirtschaftswissenschaften studierte. Nachdem ihr Interesse bei einem Besuch in Frankreich und Deutschland in den Zwischenkriegsjahren dazu angeregt wurde, beschäftigte sie sich mit Internationalen Beziehungen und arbeitete bis zum Ausbruch des Zweiten Weltkrieges für das Londoner Institute of International Affairs. Mit Kriegsausbruch wechselte sie an das nur für die Kriegszeit geschaffene Informationsministerium. Hier traf sie auf die Archäologinnen Veronica Seton-Williams und Joan du Plat Taylor, was ihren weiteren Lebensweg nachhaltig beeinflussen sollte. Ihr Interesse an diesem Themenbereich wurde in einem Maße geweckt, dass sie 1945 am University College London einen Diplomstudiengang in Western Asiatic Archaeology begann. Wichtigste Lehrer waren hier Sidney Smith und Margaret Drower.
1949 erlangte Munn-Rankin ihren Abschluss und bekam eine Stelle an der Cambridge University, wo sie bis zu ihrem Tod Fellow des Newnham College blieb. Sie unterrichtete an der Faculty of Oriental Studies Geschichte und Archäologie des Vorderen Orients und Altägyptens. Erste Grabungserfahrungen machte sie unter Max Mallowan in Nimrud sowie unter Seton-Williams und Du Plat Taylor in Myrtou Pigades. 1951 unternahmen die drei Archäologinnen einen Survey an der Kilikischen Ebene in der Türkei, wo sie 1953 mit John Waechter und James Mellaart im hethiterzeitlichen Sirkeli Höyük gruben. Im selben Jahr forschten sie auch im prähistorischen Daghdaghli. Anschließend gingen sie nach Syrien, wo sie in der Gegend von Aleppo gruben. Dabei wurden sie auf Tall Rifaat aufmerksam gemacht, wo Munn-Rankin, Seton-Williams und Du Plat Taylor sowie David Stronach 1956 eine Grabungserlaubnis bekamen. Sie forschten an diesem Ort bis 1964, von den obersten Schichten aus hellenistischer Zeit bis in Schichten aus der Kupfersteinzeit. Ein Höhepunkt war die Entdeckung des Osttores im Jahr 1960. 1963 nahm sie sich – mittlerweile Professorin in Cambridge – ein Sabbatjahr, um den Iran zu bereisen.
Die überhaupt sehr reiselustige Munn-Rankin, die neben der Türkei, Syrien, Zypern und dem Iran auch die übrige Levante, den Irak und Ägypten bereist hatte, war eine passionierte akademische Lehrerin, die Generationen von Studenten und Studentinnen für ihr Fachgebiet zu begeistern wusste. Neben der Lehre und der Grabungstätigkeit blieb auch zu ihrem eigenen Bedauern die Publikationstätigkeit deutlich zurück. Als bedeutendste Arbeit gilt das Kapitel Assyrian Military Power, 1300-1200 B.C. in der Cambridge Ancient History (1967).
1957 erwarb Munn-Rankin gemeinsam mit Seton-Williams ein Cottage in Balsham, Cambridgeshire. Sie widmete sich intensiv der Grundstücksgestaltung und der Gartenpflege. Nur kurz nach ihrem Eintritt in den Ruhestand 1981 verstarb sie, einen Tag vor ihrem 68. Geburtstag, an einem Hirntumor. Sie hinterließ die Mittel für ein Studienstipendium ( Margaret Munn-Rankin Fund for Assyriology) in ihrem Fachgebiet an der Universität Cambridge, das bis heute Bestand hat.

## Publikationen
- Diplomacy in Western Asia in the Early Second Millennium B.C. In: Iraq 18, 1956, Seiten 68–110.
- Ancient Near Eastern Seals in the Fizwilliam Museum, Cambridge In: Iraq 21, 1959, Seiten 20–57.
- Luristan Bronzes in the Fitzwilliam Museum, Cambridge In: Iraq 29, 1967, Seiten 1–2.
- Two Reliefs of an Assyrian King with Bowl In: Iraq 36, 1974, Seiten 169–171.
- Assyrian Military Power 1300–1200 B.C. In: I.E.S. Edwards und andere (Hrsg.): The Cambridge Ancient History, 3. Auflage, Band 2, Teil 2, Seiten 274–306.